# Henri-Gustave Delvigne
Pour les articles homonymes, voir Delvigne.
Henri-Gustave Delvigne (né à Hambourg le 10 avril 1800 et mort à Toulon le 18 octobre 1876) était un militaire et inventeur français. Officier d'infanterie dans la Garde royale, il a démissionné de l'armée à la suite de la Révolution de Juillet. Delvigne a révolutionné la technologie du fusil et donné son nom à une arme.

## La carabine Delvigne
En 1826, Delvigne invente une nouvelle méthode qui a grandement simplifié l'utilisation de fusils à canon rayé, et a créé un fusil qui porte son nom. La chambre de ce fusil était plus petite que le diamètre de l'alésage du canon, elle était reliée par une surface sphérique de rayon égal à la balle utilisée. La poudre était chargée dans la chambre par la bouche, la balle était introduite par la bouche. Elle venait en appui sur la surface sphérique, puis était tassée. Elle se déformait, son diamètre augmentait jusqu'à épouser les rainures du canon. Ainsi lorsqu'elle était tirée, la balle tournait.

### Sabot en bois
Dans une évolution de cette première conception, M. de Pontcharra introduisit un sabot en bois à l'arrière de la balle, ce qui limitait la déformation de la balle de plomb vers la chambre, tout en permettant son expansion radiale pour s'adapter aux rainures.
La déformation radiale de la balle contre les rainures permettrait une meilleure rotation de celle-ci, mais la déformation de la balle la rendait moins aérodynamique et limitait sa portée.

### Balles cylindro-coniques

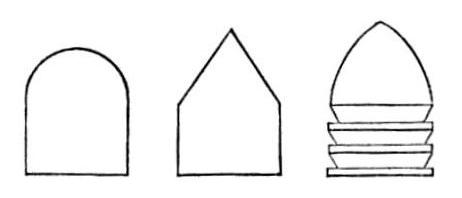
Balles à ogive cylindro-sphérique (à gauche) et cylindro-conique (au milieu) développées par Delvigne. Celle de droite inclut l'usinage proposé par François Tamisier afin d'en améliorer la stabilité

À partir de 1830, Delvigne commença à développer des balles cylindro-coniques. La stabilité de la balle sera par la suite améliorée grâce à l'introduction de rainures par François Tamisier. Cependant, l'ajout de ces rainures sur la balle entravait l'expansion de la balle contre les rainures du canon.
L'invention de Delvigne a été améliorée par l'officier français Louis Étienne Thouvenin. Il rajoute une tige au centre de la chambre, la tige en acier adopte à son extrémité la forme femelle de la balle. Ainsi lorsqu'elle est frappée par la tige en acier, la balle tendait à se déformer radialement contre la rainure du canon et, venant se surmouler sur la tige, elle lui donnait une forme moins déformée et plus aérodynamique.
Ces inventions marquent des étapes importantes dans l'amélioration de la carabine, et sont des précurseurs de la balle Minié, développement auquel Delvigne a également contribué.

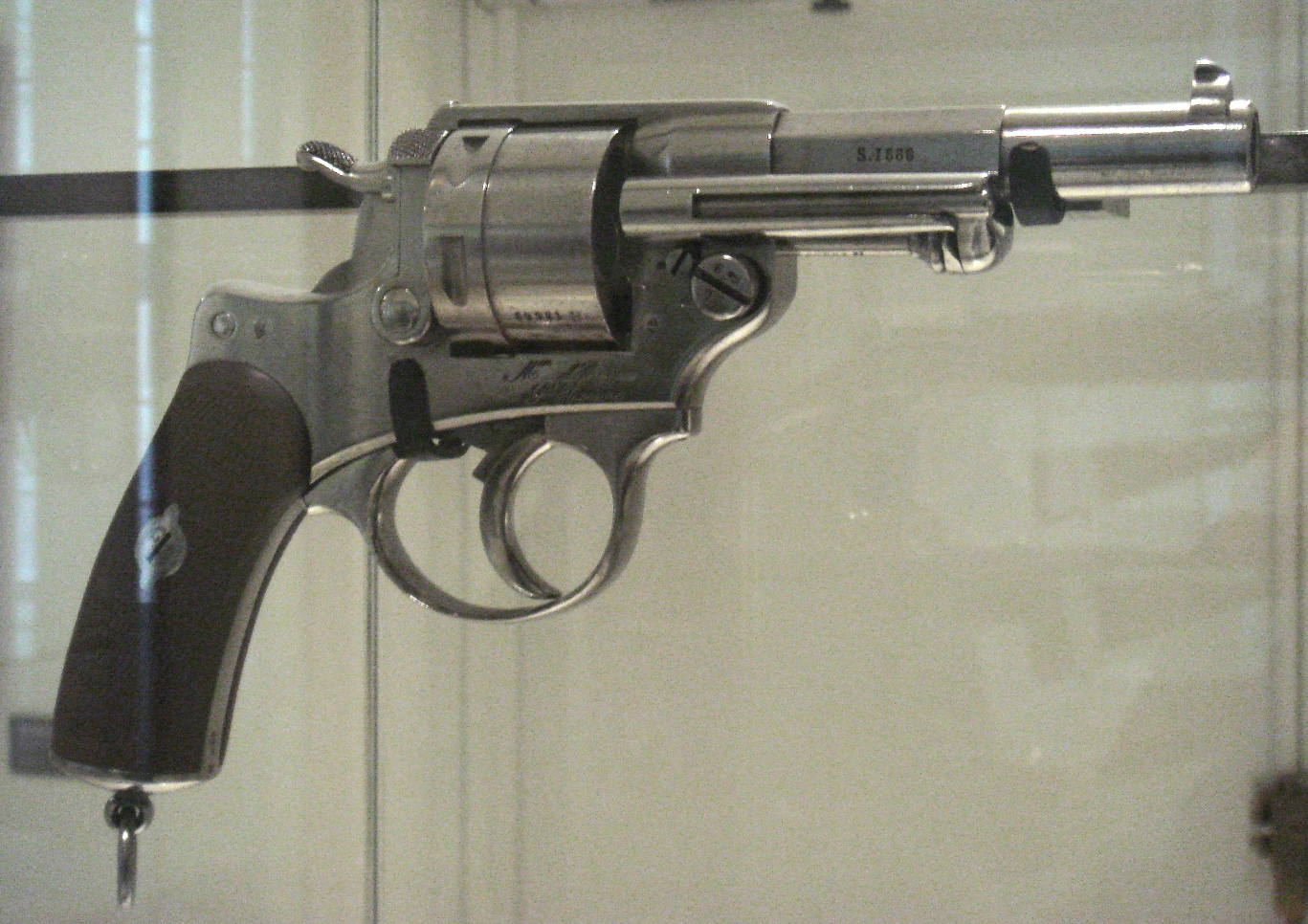
Revolver Chamelot-Delvigne Mle 1873, calibre 11 mm. Longueur: 0.24 m. Poids: 1.2 kg

## L'arme de service jusqu'à 1892
Le revolver Chamelot-Delvigne était un des pistolets que Delvigne a développé avec l'armurier belge J. Chamelot, à partir de 1862. Déjà adopté par l'Armée Suisse, en avril 1872 en calibre 10,4 mm, le Chamelot-Delvigne fut sélectionné par l'armée de terre française en calibre 11 mm, face au Lefaucheux et au spécial Galand, en 1873.
La Marine française, qui avait adopté le modèle Lefaucheux en 1870, optera à son tour pour le Chamelot-Delvigne en 1877.

## Autres inventions
Henri-Gustave Delvigne est également le concepteur des flèches porte-amarres de sauvetage.

## Honneurs
L'inventeur a été décoré de la Légion d'honneur en 1830, puis promu officier du même ordre en 1866.

## Publications
- Exposé d'un nouveau système d'armement pour l'infanterie (1836).
- Le revolver réglementaire Chamelot-Delvigne Modèle 1873 - Ebook téléchargeable par Bastié et Casanova - (Éditions H&L - HLebooks.com 2001)
- Connaissance du revolver français Modèle 1873 - Ebook téléchargeable par Gérard Henrotin - (Éditions H&L - HLebooks.com 2011)